# Joana Metrass
Joana Metrass (Lisbona, 1988) è un'attrice portoghese.

## Biografia
Nata in Portogallo, ha origini oltre che portoghesi, anche italiane, francesi, cinesi, argentine e di Capo Verde. A 18 anni si trasferisce come studente di scambio negli USA per concludere gli studi superiori. Tornata in Portogallo, studia tre anni alla Scuola di cinema e teatro di Lisbona, diplomandosi tre anni dopo. In seguito studia all' HB Studio di New York. Ha il suo primo ruolo nel 2011 nel film O Que Há De Novo No Amor? Dal 2013, vive nel Regno Unito. Recita in seguito in Dracula Untold, Operazione U.N.C.L.E. ed interpreta il ruolo di Ginevra nella serie tv USA Once Upon a Time.

## Filmografia parziale
- O Que Há De Novo No Amor? (2011)
- Dracula Untold (2014)
- Operazione U.N.C.L.E. (2015)
- Once Upon a Time (2015-2016)

## Doppiatrici italiane
Nelle versioni in italiano delle opere in cui ha recitato, Joana Metrass è stata doppiata da:
- Gaia Bolognesi in C'era una volta